# بندیکت سوم
پاپ بندیکت سوم (به انگلیسی: Benedict III) یکی از پاپ‌های کلیسای کاتولیک رم بود که از ۸۵۵ تا ۸۵۷ میلادی پاپ بود.